# 刘厚总
劉厚總（1904年—1952年8月），一說其名為劉厚忠、劉候忠，湖南省耒阳县曾家冲人，當地劉姓是大姓氏。劉出身貧農，文化程度低，1926年參加「打土豪殺地主」，當游擊隊出身，人稱「總老爺」、「大殺星」下凡、「山大王」等。後为新四军副軍長項英的副官。
1941年3月14日在皖南事变后的突围途中，于地泾县蜜蜂洞将项英及周子昆等共事同志槍殺，掳得法幣二万四千余元、金表一只、钢表一只、手枪三把、赤金捌两五钱、自来水笔三枝（其中有一枝金笔是斯大林赠送给项英的）。劉厚總殺害以上同志多人，投靠國民黨，向國軍索要獎金，獲發2,500万元，計劃回鄉，之後下落不明。
对于刘厚总的结局，有多种说法。刘下山投敌后，后被关押在重庆，1948年被释放，他潜回江西省新余县，1952年7月被曾任周子昆警卫员的新余县公安局副局长黄宜蕃发现并逮捕，同年8月，在江西南昌被枪决。黄宜蕃因此被江西省公安厅记二等功。

### 引用
1. ↑  .   [2007-09-27]. （原始内容存档于2008-12-06）.
2. ↑  , 《铁军·纪实》 (第2期) (中国新四军研究会), 2013年, (第2期): 47–50  [2014-08-16], （原始内容存档于2014-12-18）
3. ↑  . 解放军报. 2011年6月23日  [2019-08-18]. （原始内容存档于2019-08-18）.
4. 1 2  刘晓农著《红土撷珍》第98页